# Bramka liniowa (energetyka)

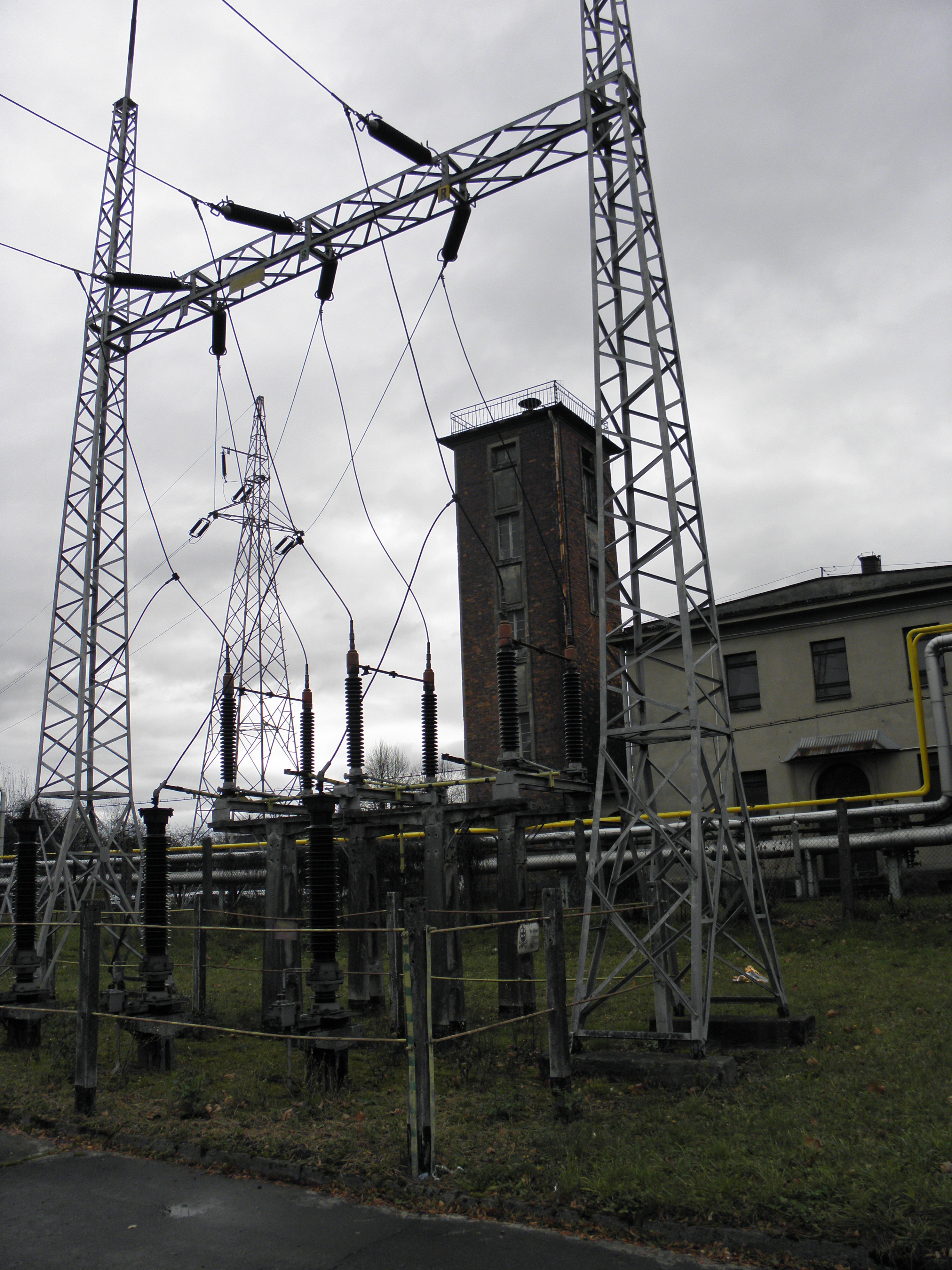
Bramka linowa 110 kV na jednym z pracujących obiektów z widocznymi iglicami odgromowymi

Bramka liniowa – jeden z elementów wyposażenia linii energetycznych wysokiego oraz średniego napięcia. Bramki służą do połączenia napowietrznych linii energetycznych z Głównym Punktem Zasilającym (GPZ). Bezpośrednio przed bramką powinien znajdować się słup krańcowy linii, czyli taki który będzie w stanie wytrzymać obciążenia spowodowane przez przewody robocze lub przewód odgromowy. Bezpośrednio za bramką znajdują się urządzenia wchodzące w skład stacji energetycznej (przekładniki, odłączniki wyłączniki oraz jeden lub więcej transformatorów). Bramki liniowe mogą być wykonane z różnych materiałów oraz posiadać różne rozmiary i są przeważnie indywidualnie dobierane do potrzeb konkretnych stacji elektroenergetycznych na terenie których się znajdują. Są zbudowane z dwóch elementów pionowych oraz łączącymi je elementem poziomym.

## Rodzaje
Ze względu na budowę możemy rozróżnić następujące rodzaje bramek:
- Bramki rurowe (wykonywane z gotowych, stalowych prefabrykatów w kształcie rury lub wieloboku foremnego które łączy się bezpośrednio z fundamentem)
- Bramki kratowe (wykonane z profili stalowych łączonych ze sobą)
- Bramki żelbetowe (wykonywane z żerdzi betonowych zbrojonych wewnętrznie prętami stalowymi)

## Fundamenty

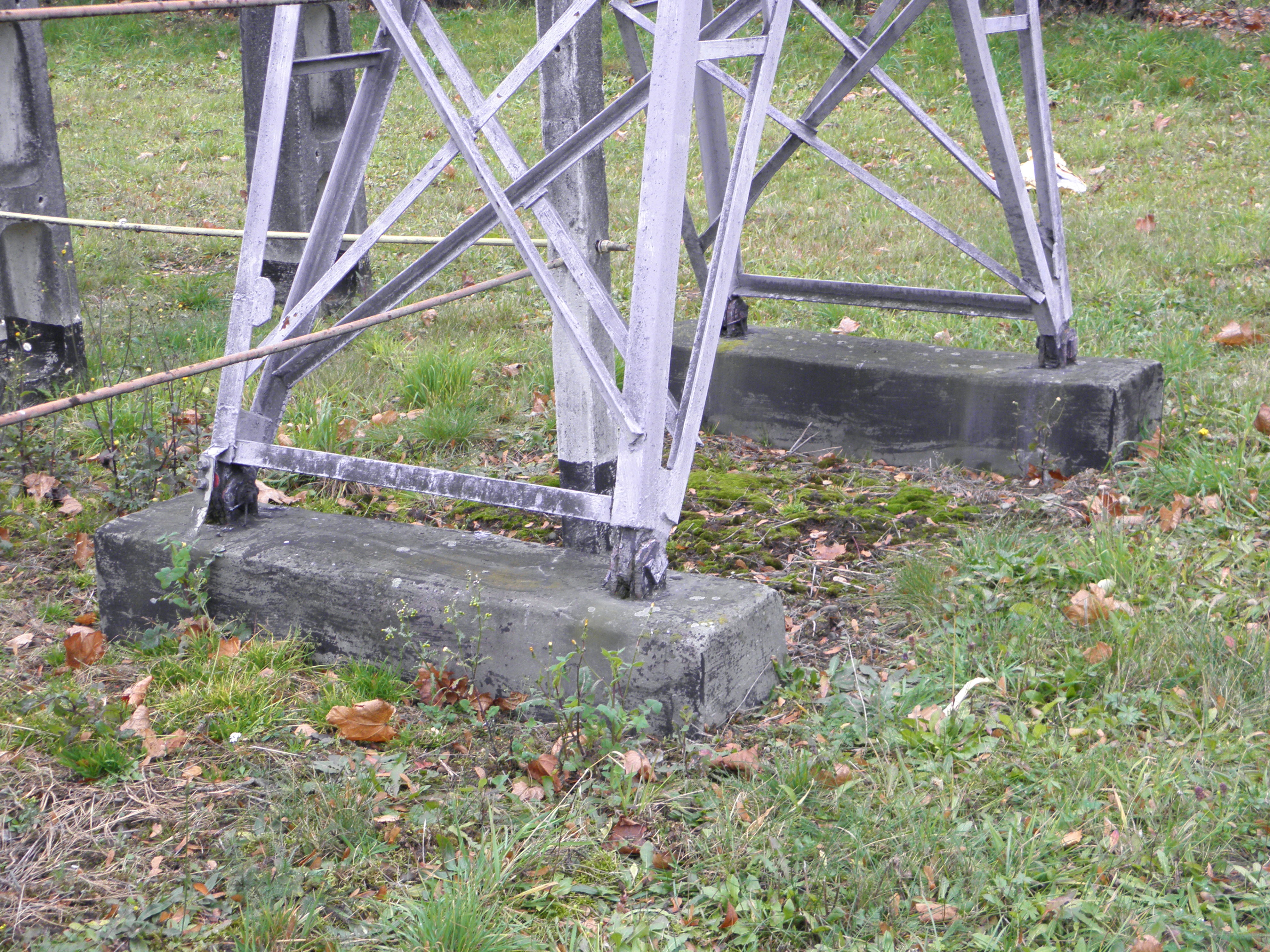
Przykład wykonania fundamentu bramki liniowej z widocznym wyprowadzeniem uziemienia taśmą stalową

Fundamenty bramek liniowych mogą posiadać różne kształty i być wykonane przy użyciu różnego rodzaju metod. Jedną z nich jest wylewanie betonu do uprzednio przygotowanej formy z przygotowanymi prętami zbrojeniowymi oraz wyjściami służącymi do przytwierdzenia elementów pionowych do fundamentu. Innym rodzajem jest dostarczenie na miejsce, w którym ma zostać umiejscowiona bramka gotowych prefabrykowanych fundamentów w postaci bloków betonowych, które umieszcza się bezpośrednio w wykopie i zasypuje gruntem rodzimym. Metoda ta ma duże znaczenie na działających obiektach, gdzie dłuższe przerwy w dostawie energii elektrycznej są niedopuszczalne. Kolejnym z przykładów jest montaż w ziemi betonowego fundamentu, przypominającego odwróconego grzyba oraz tak, jak to miało miejsce przy gotowym fundamencie zasypanie gruntem rodzimym. Fundamenty dobiera się indywidualnie do warunków panujących w danym regionie (składu gleby, strefy wiatrowej) oraz od parametrów samej linii energetycznej (średnicy przewodów, odległości od najbliższego słupa).

## Elementy dodatkowe
Na elemencie poziomym łączącym dwa boki bramki znajdują się izolatory odciągowe, zapobiegające pojawieniu się potencjału fazy na elementach metalowych oraz służące jako element mocujący przewody robocze od strony linii oraz od strony stacji. Dodatkowo jeżeli bramka znajduje się na otwartym terenie, gdzie w najbliższej okolicy jest ona najwyższym punktem instaluje się iglice odgromowe, ściągające na siebie wyładowania atmosferyczne i odprowadzające je do ziemi poprzez sieć uziemień.

## Uziemienie
Jako uziemienie bramek liniowych stosuje się siatki wykonane z połączonych ze sobą odcinków taśmy stalowej (bednarki) w ilości dobranej w ten sposób, aby wartość rezystancji była możliwie jak najmniejsza. Jeżeli po pomiarze napięć rażenia wartość rezystancji jest w dalszym ciągu zbyt wysoka, aby dodatkowo ją zmniejszyć można zastosować stalowe pręty pogrążane w ziemi i łączone następnie z ww. siatką uziomową.